# مجزرة عائلة أبو دقة (8 أكتوبر 2023)
مجزرة عائلة أبو دقة (8 أكتوبر 2023) هي مجزرةٌ ارتكبها سلاح الجوّ الإسرائيلي حينما أغارَ على منزل يتبع لعائلة أبو دقة. وخلال يوم الأحد الموافق 8 أكتوبر 2023 قام سلاح الجو بشن سلسلة غارات على مدينة خان يونس، واستهدفت هذه الغارات منزل سكني يعيش به كافة أفراد عائلة أبو دقة. هذه المجزرة من ضمن عدة مجازر وقعت خلال عملية طوفان الأقصى. تسبّبت هذه المجزرة الإسرائيليّة والتي استهدفت منزل يضم عدد من المدنيين إلى استشهاد أكثر من 18 شهيداً من عائلة أبو دقة وجميعهم من عائلة واحدة.

## خلفية الحدث
في ساعاتِ الصباح الأولى من يوم السابع من أكتوبر 2023 أطلقت حركة المقاومة الإسلامية حماس عبر ذراعها العسكري كتائب الشهيد عز الدين القسام عملية طوفان الأقصى وذلك ردًا على الاعتداءات الإسرائيلية وتدنيس الأقصى والاستمرار في الاستيطان، كما أكّد على ذلك محمد الضيف القائد العام للقسّام والذي أعطى إشارة انطلاق العمليّة التي شهدت اقتحامًا من المقاومين لمستوطنات غلاف غزة ونجحوا في قتلِ عدد كبيرٍ من الجنود الإسرائيلين، وأسر عشرات آخرين كما استطاعوا خلال ساعات قطع عشرات الكيلومترات ووصلوا لمستوطنات أبعد من تلك المحيطة والقريبة من قطاع غزة.
استمرَّت الاشتباكات بين الجيش الإسرائيلي وبين المقاومين في عديد من المستوطنات وعلى رأسها مستوطنة سديروت. الرد الإسرائيلي على هذه العمليّة جاء من خلال شنّ سلاح الجو الإسرائيلي عشرات الغارات العشوائيّة على القطاع متسبّبة في مقتل عشرات المدنيين وتدمير البنية التحتية لمدن القطاع، ليصل حد فرض إغلاق شامل وقطع متعمد لكل الخدمات من ماء وكهرباء وغاز، وهو ما هدَّد حياة أكثر من مليونَي فلسطيني يعيشُ داخل القطاع الذي يُعاني أصلًا من تبعات الحصار الخانق عليهم منذ ستة عشر عاماً.

## الضحايا
1. عاصف علي أبو حمد أبو دقة
2. خالد علي أبو حمد أبو دقة
3. قيس علي أبو حمد أبو دقة
4. مريم علي أبو حمد أبو دقة
5. زينب أبو دقة
6. حسن محمد أبو دقة
7. حسين محمد أبو دقة
8. ليان حسين أبو دقة
9. جودي حسين أبو دقة
10. شام حسين أبو دقة
11. محمد حسين أبو دقة
12. أسيد حسين أبو دقة
13. محمد إسماعيل أبو حمد أبو دقة
14. عدي إسماعيل أبو حمد أبو دقة
15. دانا إسماعيل أبو حمد أبو دقة
16. نادية أبو حمد أبو دقة
17. حليمة أبو حمد أبو دقة
18. شيماء عبد الهادي قديح